# Большая пуля
«Большая пуля» или «Шквальный огонь» (иер. трад. 衝鋒隊─怒火街頭, упр. 冲锋队─怒火街头, кант.-рус.: Чунг фунг дуй: Но фо гай тау, англ. Big Bullet) — гонконгский боевик 1996 года режиссёра Бенни Чана. Главные роли в фильме исполнили Лау Чинвань, Джордан Чан, Тереза Ли, Чун Тат-Мин, Френсис Ын, Энтони Вонг, Юй Жунгуан и Лам Шёнйи.
Фильм получил девять номинаций на 16-й Гонконгской кинопремии, одержав победу в одной.

## Сюжет
Гонконгский сержант Билл Чу (Лау Чинвань) после неудачной полицейской операции избивает старшего по званию, так как винит его в гибели невинных людей. Билла судят и переводят в другой отдел, который считается местом сбора проблемных полицейских. В напарники ему дают курсанта Джеффа Чиу (Джордан Чан). Вместе они должны поймать банду, которая орудует на подконтрольном им участке.

## В ролях
- Лау Чинвань — сержант Билл Чу
- Джордан Чан[англ.] — констебль Джефф Чиу
- Тереза Ли[англ.] — констебль Эппл
- Чун Тат-Мин — Мэтью
- Френсис Ын — инспектор Енг (бывший босс Билла)
- Энтони Вонг — Берд
- Юй Жунгуан — профессор
- Лам Шёнйи — констебль Дэна
- Винсент Кок[англ.] — Тун Фай
- Дайо Вон — информатор Билла
- Руко Чан[англ.] — Чиу Сай Винг

## Награды и номинации
| Награды                     | Награды                           | Награды               | Награды   |
| Кинопремия                  | Категория                         | Лауреат / претендент  | Результат |
| --------------------------- | --------------------------------- | --------------------- | --------- |
| 16-я Гонконгская кинопремия | Лучший фильм                      | Большая пуля"         | Номинация |
| 16-я Гонконгская кинопремия | Лучшая режиссёрская работа        | Бенни Чан             | Номинация |
| 16-я Гонконгская кинопремия | Лучшая мужская роль               | Лау Чинвань           | Номинация |
| 16-я Гонконгская кинопремия | Лучшая мужская роль второго плана | Джордан Чан           | Номинация |
| 16-я Гонконгская кинопремия | Лучшая женская роль второго плана | Тереза Ли             | Номинация |
| 16-я Гонконгская кинопремия | Лучшая операторская работа        | Артур Вон             | Номинация |
| 16-я Гонконгская кинопремия | Лучший монтаж                     | Чун Ка-Фай, Питер Чун | Победа    |
| 16-я Гонконгская кинопремия | Лучшая музыка                     | Питер Кам             | Номинация |
| 16-я Гонконгская кинопремия | Лучшая постановка экшена          | Ма Юк-Син             | Номинация |
| 33-я Золотая лошадь         | Лучший монтаж                     | Чун Ка-Фай, Питер Чун | Победа    |
| 33-я Золотая лошадь         | Лучшая постановка экшена          | Ма Юк-Син             | Номинация |